# São Clemente de Basto

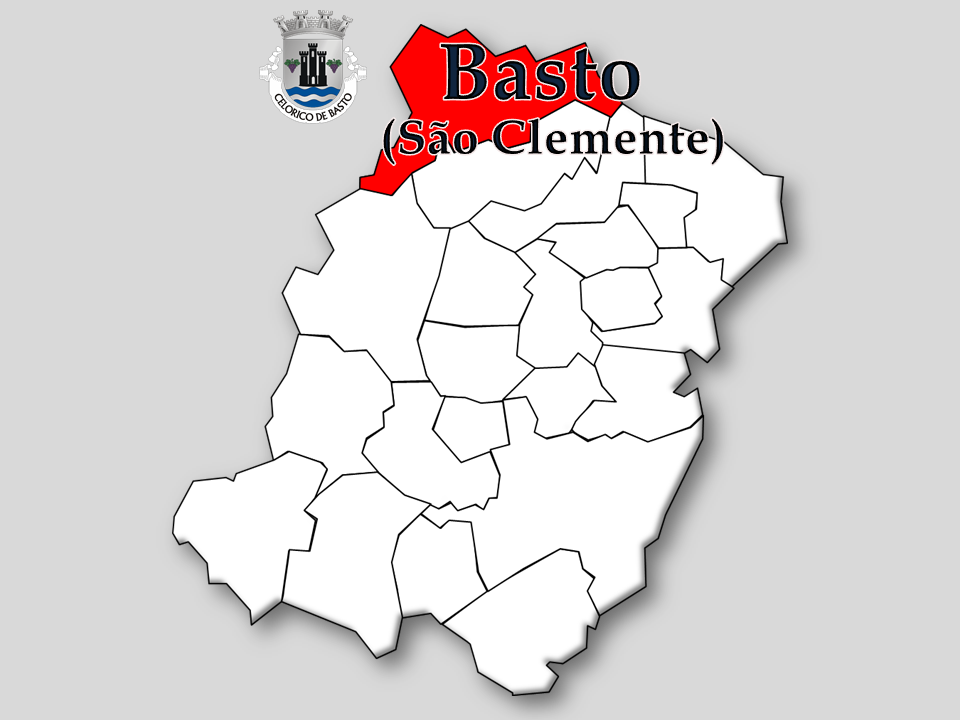
Localização da freguesia de Basto (São Clemente) no município de Celorico de Basto

A Freguesia de São Clemente de Basto, oficialmente Freguesia de Basto (São Clemente), é uma freguesia portuguesa do Município de Celorico de Basto, com 15,41 km² de área e 1381 habitantes (censo de 2021), tendo, por isso, uma densidade populacional de 89,6 hab./km².
Os lugares principais da Freguesia de de São Clemente de Basto são Abrunheira, Arosa, Chanisca, Eido de Além Pereira, Barreiro de Pereira, Barreiros, Barrozinha, Chãos, Gandarela, Montezelo, Outeiro, Paço, Pereira, Picoto, Piedade, Ponte, Portela do Couto, Portelinha, Queijeiro, Quintela, Quelha, Ramada, Regadas, Residência, Ribeira, Rosmano, Serrazinhos, Sousa, Souto, Temporãos, Torre, São Clemente, Tornada, Vacaria, Vale do Souto e Vilar.
A povoação de Gandarela de Basto foi elevada à categoria de vila em 12 de julho de 2001.

## Demografia
A população registada nos censos foi:
| Distribuição da População por Grupos Etários | Distribuição da População por Grupos Etários | Distribuição da População por Grupos Etários | Distribuição da População por Grupos Etários | Distribuição da População por Grupos Etários |
| -------------------------------------------- | -------------------------------------------- | -------------------------------------------- | -------------------------------------------- | -------------------------------------------- |
| Ano                                          | 0-14 Anos                                    | 15-24 Anos                                   | 25-64 Anos                                   | > 65 Anos                                    |
| 2001                                         | 271                                          | 302                                          | 732                                          | 282                                          |
| 2011                                         | 266                                          | 177                                          | 788                                          | 293                                          |
| 2021                                         | 167                                          | 149                                          | 750                                          | 315                                          |

## Património
- Igreja Paroquial de Basto (São Clemente)
- Capela de São Sebastião
- Capela da Senhora Aparecida
- Capela da Senhora da Piedade
- Capela de São Gonçalo
- Solar do Souto ou Casa do Souto
- Casa da Gandarela, Capela de Santo António e jardim